# Amphoe Kut Chap
Amphoe Kut Chap (in Thai อำเภอ กุดจับ) ist ein Landkreis (Amphoe – Verwaltungs-Distrikt) im Westen der Provinz Udon Thani. Die Provinz Udon Thani liegt im nordwestlichen Teil des Isan, der Nordostregion von Thailand.

## Geographie
Benachbarte Bezirke (von Norden im Uhrzeigersinn): die Amphoe Ban Phue, Mueang Udon Thani und Nong Wua So in der Provinz Udon Thani, sowie die Amphoe Na Klang und Suwannakhuha der Provinz Nong Bua Lamphu.

## Geschichte
Kut Chap wurde am 20. Juli 1972 zunächst als Unterbezirk (King Amphoe) eingerichtet, indem die drei Tambon Kut Chap, Pa Kho und Chiang Pheng vom Amphoe Mueang Udon Thani abgetrennt wurden.
Am 8. September 1976 wurde er zum Amphoe heraufgestuft.

## Verwaltung

### Provinzverwaltung
Amphoe Kut Chap ist in sieben Gemeinden (Tambon) eingeteilt, welche wiederum in 90 Dörfer (Muban) unterteilt sind. 
| No. | Name         | Thai    | Muban | Einw.  |
| --- | ------------ | ------- | ----- | ------ |
| 1.  | Kut Chap     | กุดจับ    | 12    | 09.109 |
| 2.  | Pa Kho       | ปะโค    | 14    | 09.070 |
| 3.  | Khon Yung    | ขอนยูง   | 14    | 09.322 |
| 4.  | Chiang Pheng | เชียงเพ็ง | 14    | 09.416 |
| 5.  | Sang Ko      | สร้างก่อ  | 13    | 08.895 |
| 6.  | Mueang Phia  | เมืองเพีย | 15    | 12.758 |
| 7.  | Tan Lian     | ตาลเลียน | 08    | 05.985 |

### Lokalverwaltung
Es gibt sieben Kleinstädte (Thesaban Tambon) im Landkreis:
- Kut Chap (เทศบาลตำบลกุดจับ) bestehend aus Teilen der Tambon Kut Chap und Mueang Phia,
- Chiang Pheng (เทศบาลตำบลเชียงเพ็ง) bestehend aus Teilen des Tambon Chiang Pheng,
- Tan Lian (เทศบาลตำบลตาลเลียน) bestehend aus Teilen des Tambon Tan Lian.
- Sang Ko (เทศบาลตำบลสร้างก่อ) bestehend aus Teilen des Tambon Sang Ko,
- Mueang Phia (เทศบาลตำบลเมืองเพีย) bestehend aus weiteren Teilen des Tambon Mueang Phia,
- Pa Kho (เทศบาลตำบลปะโค) bestehend aus dem ganzen Tambon Pa Kho,
- Yang Chum (เทศบาลตำบลยางชุม) bestehend aus weiteren Teilen des Tambon Chiang Pheng.

Außerdem gibt es vier „Tambon Administrative Organizations“ (TAO, องค์การบริหารส่วนตำบล – Verwaltungs-Organisationen) für die Tambon im Landkreis, die zu keiner Stadt gehören.